# Roque
Roque is een variant op croquet, die in de negentiende eeuw ontstond in de Verenigde Staten. De naam roque is afgeleid van croquet door de eerste en de laatste letter weg te laten.
Roque wordt niet op gras gespeeld zoals croquet, maar op een verhard terrein van 30 bij 60 voet of ongeveer 9 bij 19 meter, waarvan de hoeken afgeschuind zijn zodat het een achthoekige vorm heeft. Het terrein heeft een opstaande rand waarvan de spelers kunnen gebruikmaken zoals bij het biljarten.
Roque stond op het programma van de Olympische Zomerspelen 1904 in Saint Louis. Er namen enkel vier Amerikanen aan deel. De titel werd gewonnen door Charles Jacobus, die tevens de organisator van het kampioenschap was. Jacobus was ook lid van het committee on rules van de Amerikaanse roquebond, de National Roque Association of America, en redacteur van de "Roque guide and official rules governing the game", uitgegeven in 1910.
De roquesport is later in verval geraakt en wordt nog nauwelijks beoefend. Ze is na 1904 niet meer op de Olympische Spelen gespeeld, net zomin als croquet.